# 大型貫通爆弾

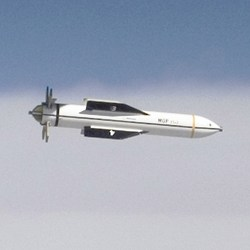
GBU-57 MOP

大型貫通爆弾（おおがたかんつうばくだん、Massive Ordnance Penetrator、MOP）とは、アメリカで実戦配備中の大型地中貫通爆弾の1つである。
アメリカ軍における制式名称は、GBU-57A/B。

## 概要
アメリカ空軍によって開発された30,000ポンド（約13,600kg）、全長6mに及ぶ「バンカーバスター」精密誘導爆弾。この爆弾はこれまで最大の重量を持ち、貫通力は61mのスペックを持つ。これはGBU-28（重量5,000ポンド（約2,270kg）、貫通力30ｍ）よりも、総重量、威力ともに大きなものとなる。
MOPの開発は、フロリダ州のエグリン空軍基地内の軍需品理事会、アメリカ空軍研究所で進められ、設計と試験作業は米ボーイング社によっても行われた。主に強固な地下要塞・地下弾道ミサイル・地下指令所の精密破壊用として必要な場合に使用される。
B-2とB-52Hに統合されており、GPSを使用して誘導される。爆弾本体には推進装置がついておらず、高高度からの自由落下による加速と、莫大な自重により、大規模な運動エネルギーを生み出すことで地中への貫通を実現する。人工衛星からの信号を元に、尾翼を動かすことで軌道を調整し、目的の地点を目指す。
2014年度以降、ETR-IIIおよびETR-IV型とよばれる改善型がリリースされている。また空軍では妨害防止コードM GPS信号をMOPに統合するよう努めている 。

## 開発
2002年に米ノースロップ・グラマンと米ロッキード・マーティンは、「ビッグブルー」（Big Blue）として知られた30,000ポンドの地中貫通兵器の開発を行っていたが、財政的な理由と技術的な理由によって開発は中断されていた。
2003年のイラク戦争の後に、バンカーバスター爆弾によって目標とされた攻撃跡地を分析したところ、不十分な貫通力と不満足な破壊力が明らかとなった。そこで非常に巨大なバンカーバスターの開発への関心が再燃し、MOPプロジェクトが開始された。アメリカ空軍には、超巨大爆弾に対する軍としての特段の要求はなかったが、大きなサイズの貫通および爆風型の兵器を収集する構想は存在し、それは大規模爆風爆弾（Massive Ordnance Air Blast bomb、MOAB）を含む「ビッグブルー」（Big BLU）コレクションと呼ばれた。
2007年7月19日に、ノースロップ・グラマンは250万米ドルでステルス爆撃機を改修する契約を明らかにした。機数は公表されていないが、各機が2基ずつのMOPを運搬可能なよう改修される。
2007年3月14日に、ニューメキシコ州のホワイトサンズ・ミサイル実験場でアメリカ国防脅威削減局（Defense Threat Reduction Agency, DTRA）の保有するトンネル内でMOPの最初の爆発試験が行われた。
2018年1月、ブルームバーグはGBU-57 の4回目のアップグレードが完了し、既存の在庫分も改装されていると空軍のスポークスマンであるエミリー・グラボウスキ大尉は電子メールを引用して報じた。この改装により、地中深く埋められた固い目標に対する性能が改善される。
2023年5月、空軍が発表したフェイスブックの写真に新型のGBU-57が写っていたことが明らかにされている。
2025年6月、イランの核施設へのアメリカの攻撃でミズーリ州ホワイトマン空軍基地を飛び立った6機のB-2ステルス戦略爆撃機により計12発のGBU-57A/B MOPがフォルドウの核施設へ向けて投下されたほか、別動機の1機から2発のMOPがナタンズの核施設攻撃のために投下され、少なくとも計14発の当該弾が初の実戦において使用されたと報じられた
。

## 配備
2007年12月、実物大模型の公表とともに、本爆弾が既にミズーリ州ホワイトマン空軍基地の第509爆撃隊のB-2搭載用に実戦配備されたと発表された。この模型は中央側面に巨大な4枚のフィンを持ち、GPSによって誘導され、正確に目標地点に命中した後、直径80cmの弾体が地中に70m以上貫通、爆発するとされた。
2011年11月、米空軍・地球規模攻撃軍団にMOPの納入が開始され、「現状必要とされる性能要求を満たす」とされた。2012年3月時点で、16個のMOPがホワイトマン空軍基地に配備されている。
2018年2月8日、新しいバッジのMOP調達のための2,100万ドルの契約をボーイングと結んだ。空軍は、2020年7月31日より前倒しでの出荷開始を期待している。

## ギャラリー

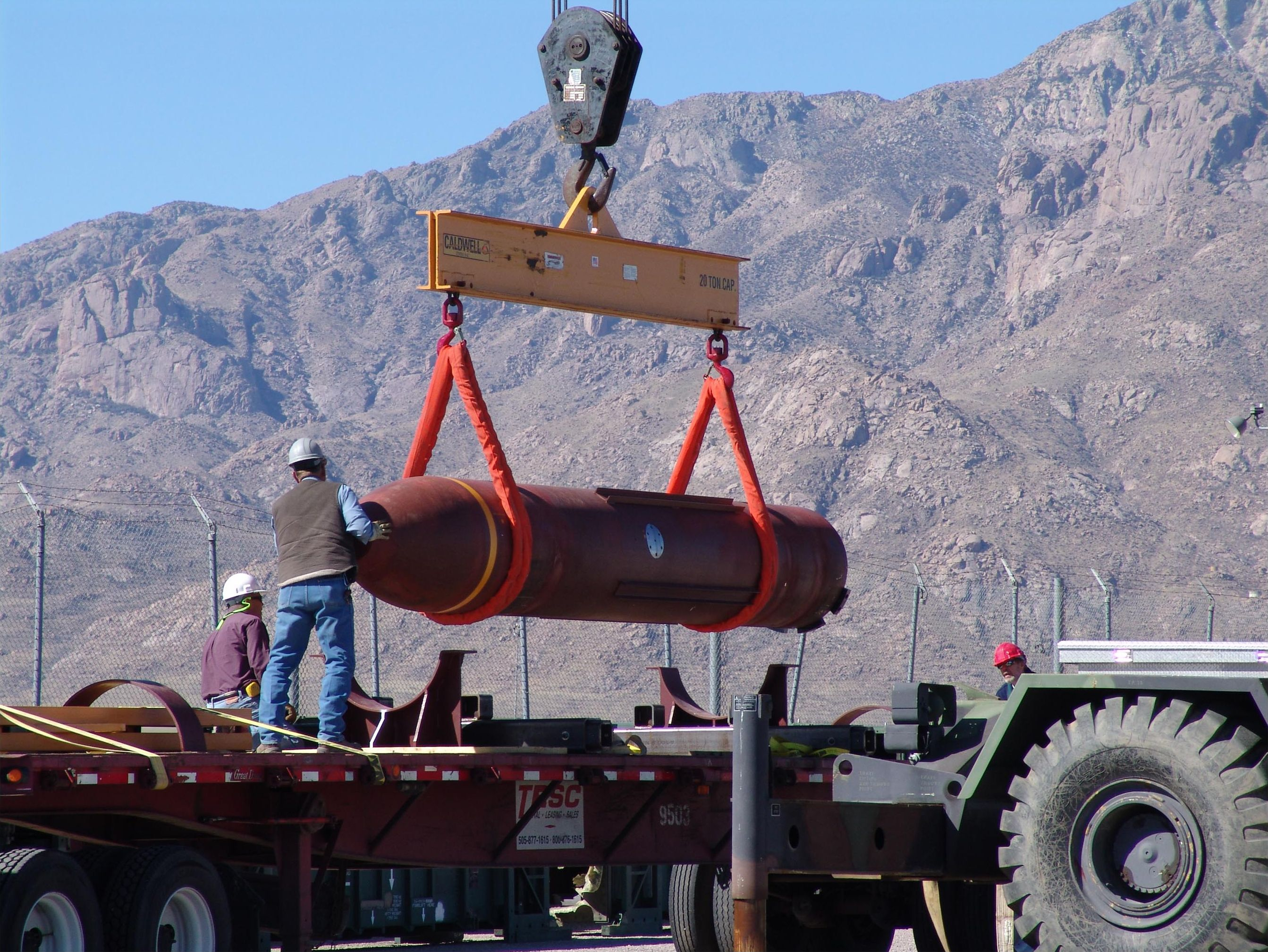
最初の爆破試験の準備のためにトレーラーから下ろされるMOP （2007年2月5日撮影）
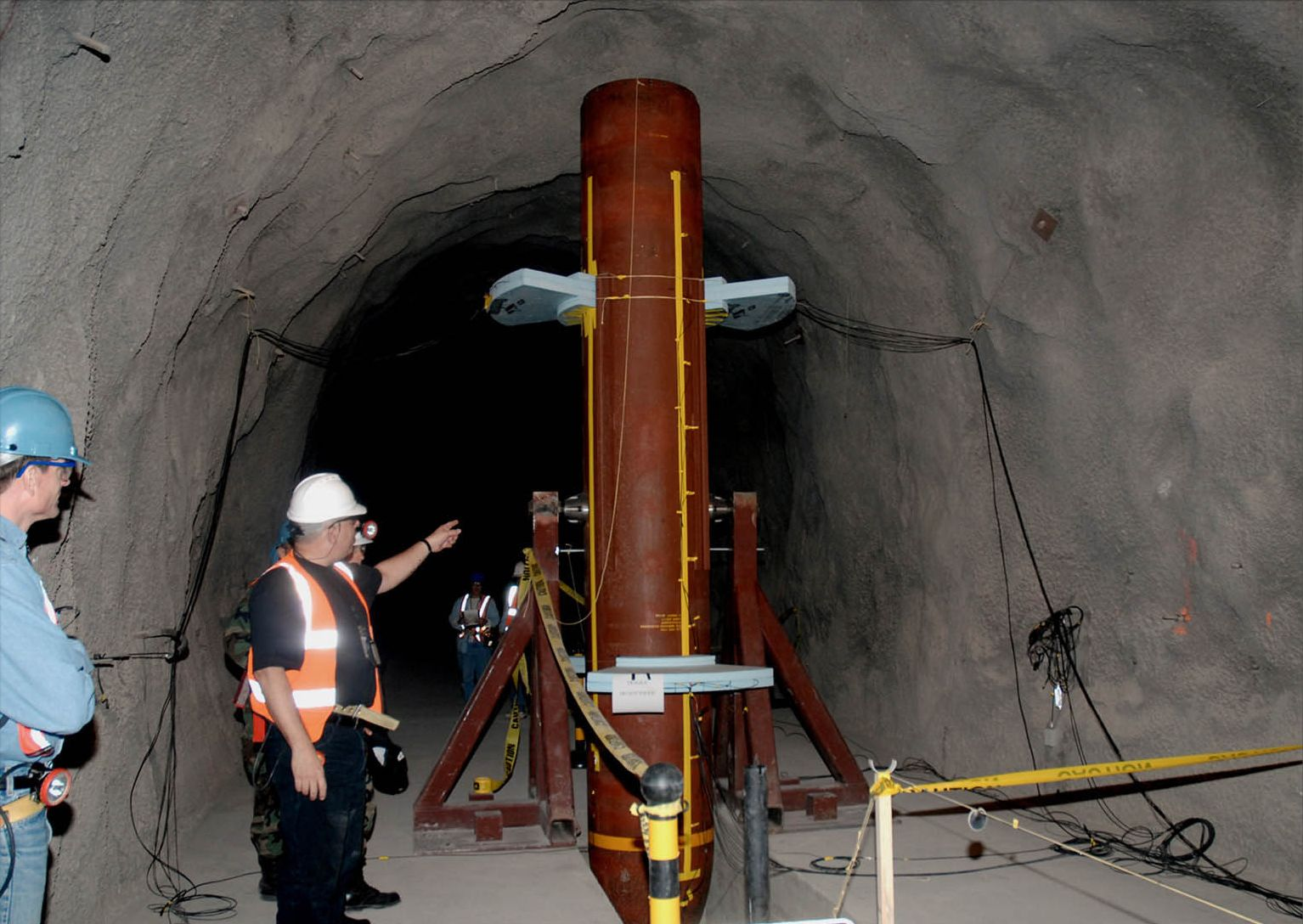
ホワイトサンズ・ミサイル実験場 の地下トンネル実験施設に設置されたMOP （2007年3月14日撮影）
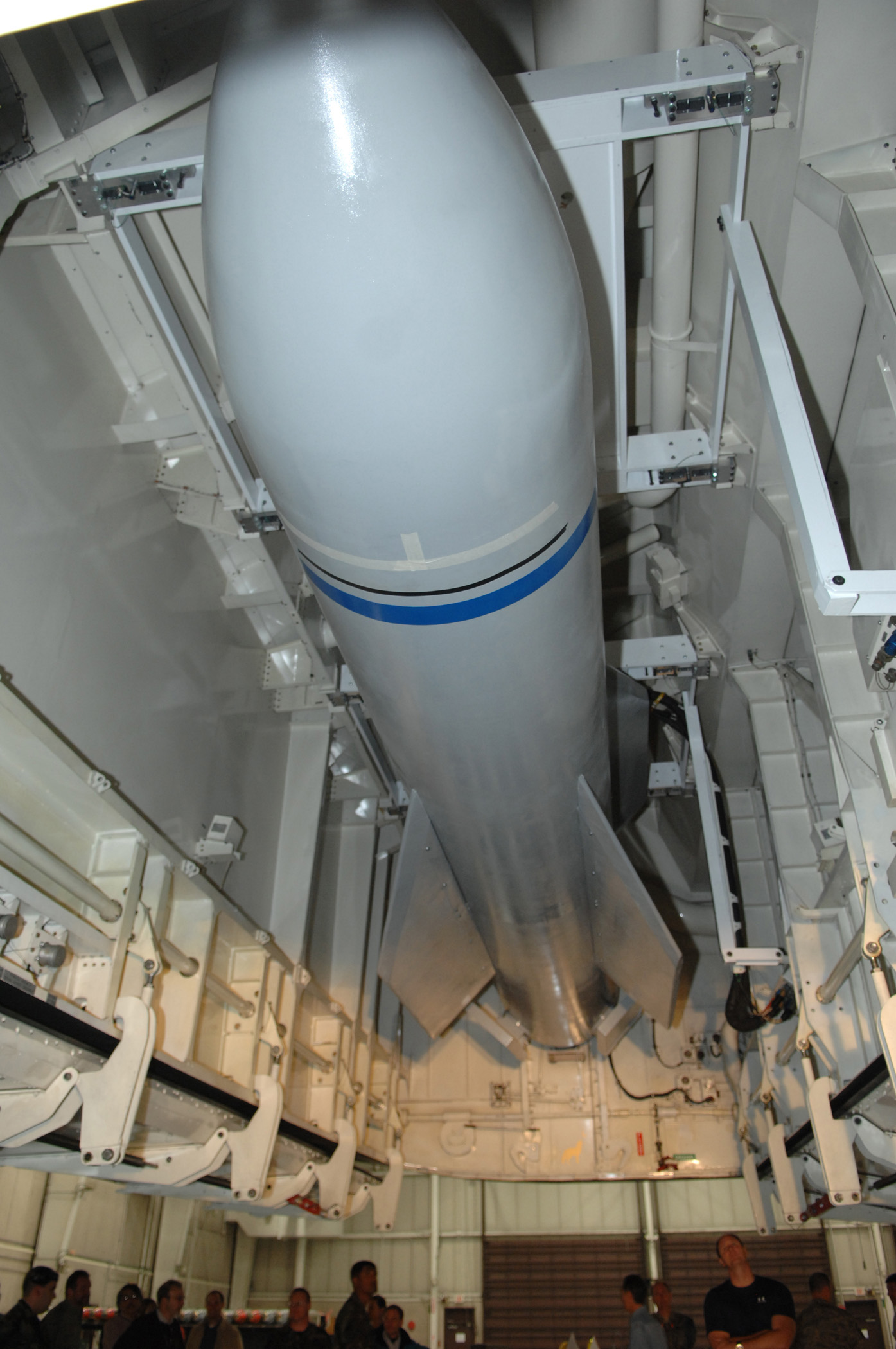
B-2 爆撃機に搭載された状態のMOPのモックアップ （2007年12月18日撮影）
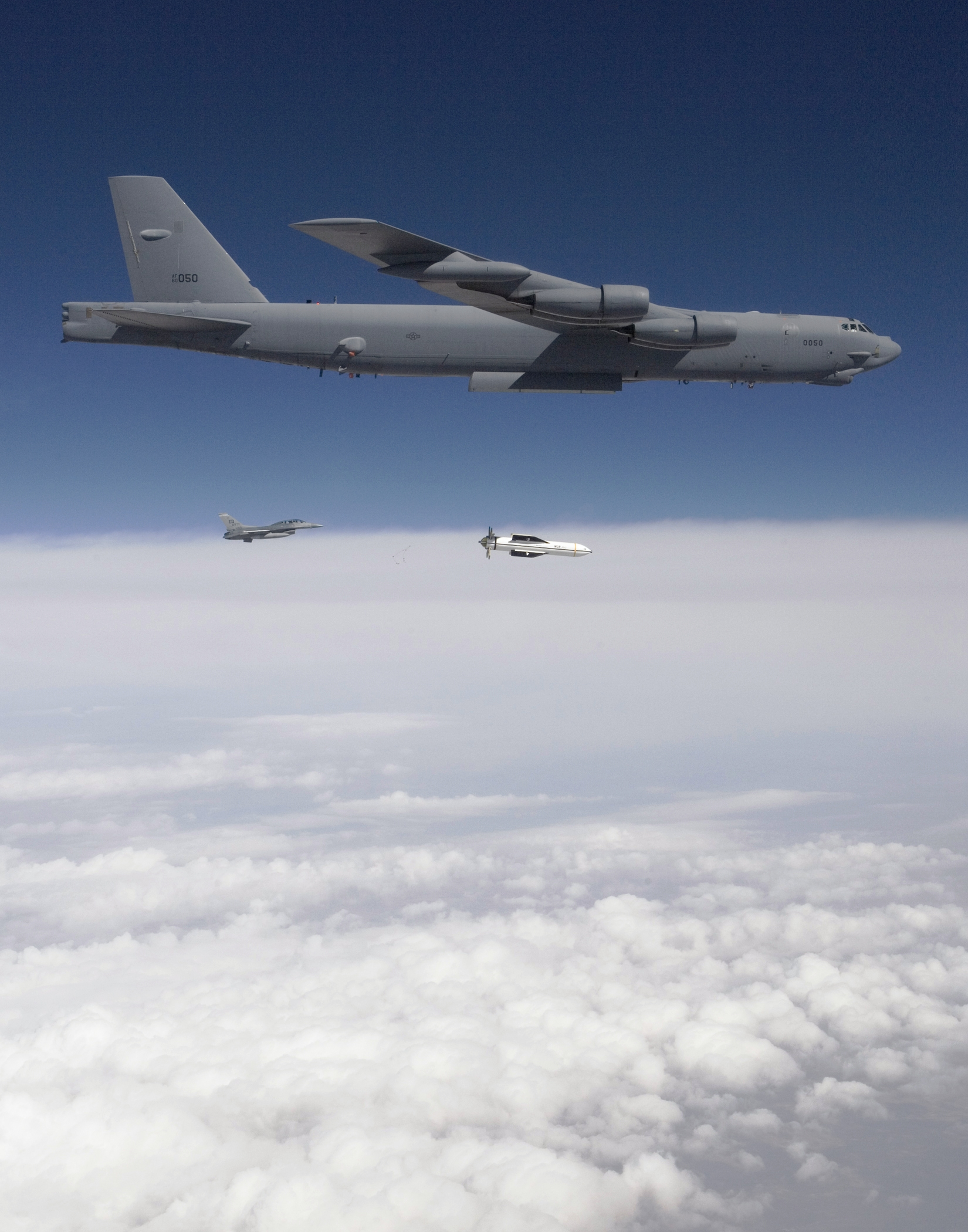
2009年6月18日に行われたB-52 爆撃機からの投下実験

## 要目
- 全長 - 20.5フィート (6.2 m)[14]
- 直径 - 31.5インチ (0.8 m)[14]
- 重量 - 30,000ポンド（約13.6トン）
- 弾頭 - 6,000ポンド（約2.7トン）爆薬
- 貫通力
  - 200フィート（60m） - 5,000psi（35MPa）、コンクリート
  - 26フィート（8m） - 10,000psi（69MPa）、強化コンクリート
  - 130フィート（40m） - 中程度に堅い岩

## 登場作品
『シン・ゴジラ』
大型貫通爆弾をモデルとした「MOP2大型貫通爆弾」が登場。B-2戦略爆撃機からゴジラに対して6発投下され、そのうち2発は表皮を突き破ってダメージを与えることに成功するも、残り4発はゴジラの放射熱線の迎撃によって破壊されてしまう。
『シン・ウルトラマン』
田村班長のセリフのみに登場。その後、宗像室長が米軍にただの「地中貫通型爆弾」を要請した。